# 王腾 (汉赵)
王騰（?—?），五胡十六国時代漢趙军事人物。
靳準殺害漢帝劉粲，自称漢天王，丞相劉曜起兵讨伐靳準。318年十二月，时任右車騎将軍的王騰，与左車騎将軍喬泰、衛将軍靳康、将軍馬忠殺害靳準，推戴尚書令靳明为盟主。侍中卜泰奉传国璽，归降劉曜。